# Eleições autárquicas de 2013 em Gondomar
As eleições autárquicas de 2013 serviram para eleger os membros dos órgãos do poder local no Concelho de Gondomar.
Os resultados das eleições deram a vitória ao Partido Socialista e ao seu candidato, Marco Martins, que conquistou a maioria absoluta em Vereadores e na Assembleia Municipal. Esta vitória significa que os socialistas recuperam a Câmara, perdida em 1993, para Valentim Loureiro.
A coligação PSD-CDS ficou-se pelos 22,13 e 3 vereadores, enquanto que, a Coligação Democrática Unitária recuperou um lugar na vereação na Câmara, ao ficar com 12,15% dos votos.
Importa referir que, o movimento independente que apoiava Valentim Loureiro desde 2005, foi impedido de se apresentar nas eleições.

## Resultados Oficiais
Os resultados para os diferentes órgãos do poder local no Concelho de Gondomar foram os seguintes:

### Câmara Municipal e Vereadores
| Partido                 | Partido                        | Votos   | %               | +/-   | Vereadores | +/-     |
| ----------------------- | ------------------------------ | ------- | --------------- | ----- | ---------- | ------- |
|                         | Partido Socialista             | 33 801  | 46,41 / 100,00  | 17,08 | 7 / 11     | 3       |
|                         | PSD-CDS                        | 16 114  | 22,13 / 100,00  | 6,82  | 3 / 11     | 1       |
|                         | Coligação Democrática Unitária | 8 850   | 12,15 / 100,00  | 6,28  | 1 / 11     | 1       |
|                         | Bloco de Esquerda              | 2 605   | 3,58 / 100,00   | 0,63  | 0 / 11     | Estável |
| Votos Inválidos         | Votos Inválidos                | 11 454  | 15,73 / 100,00  | 11,93 |            |         |
| Total                   | Total                          | 72 824  | 100,00 / 100,00 |       | 11 / 11    |         |
| Eleitorado/Participação | Eleitorado/Participação        | 144 199 | 50,50 / 100,00  | 10,52 |            |         |

### Assembleia Municipal
| Partido                 | Partido                        | Votos   | %               | +/-   | Deputados | +/-     |
| ----------------------- | ------------------------------ | ------- | --------------- | ----- | --------- | ------- |
|                         | Partido Socialista             | 30 993  | 42,56 / 100,00  | 11,98 | 18 / 33   | 7       |
|                         | PSD-CDS                        | 16 399  | 22,52 / 100,00  | 5,29  | 9 / 33    | 3       |
|                         | Coligação Democrática Unitária | 10 215  | 14,03 / 100,00  | 6,61  | 5 / 33    | 3       |
|                         | Bloco de Esquerda              | 3 369   | 4,63 / 100,00   | 0,45  | 1 / 33    | Estável |
| Votos Inválidos         | Votos Inválidos                | 11 843  | 16,26 / 100,00  | 12,20 |           |         |
| Total                   | Total                          | 72 819  | 100,00 / 100,00 |       | 33 / 33   |         |
| Eleitorado/Participação | Eleitorado/Participação        | 144 199 | 50,50 / 100,00  | 10,43 |           |         |

### Assembleias de Freguesia
| Partido                 | Partido                        | Votos   | %               | +/-   | Presidentes | Mandatos  | +/-     |
| ----------------------- | ------------------------------ | ------- | --------------- | ----- | ----------- | --------- | ------- |
|                         | Partido Socialista             | 29 345  | 40,29 / 100,00  | 4,05  | 6 / 7       | 59 / 109  | 17      |
|                         | PSD-CDS                        | 16 362  | 22,47 / 100,00  | 10,31 | 0 / 7       | 29 / 109  | 32      |
|                         | Coligação Democrática Unitária | 11 599  | 15,93 / 100,00  | 5,90  | 1 / 7       | 16 / 109  | 5       |
|                         | Bloco de Esquerda              | 3 047   | 4,18 / 100,00   | 0,57  | 0 / 7       | 2 / 109   | 1       |
|                         | Grupo de Cidadãos              | 2 372   | 3,26 / 100,00   | 0,61  | 0 / 7       | 3 / 109   | Estável |
| Votos Inválidos         | Votos Inválidos                | 10 101  | 13,87 / 100,00  | 9,64  |             |           |         |
| Total                   | Total                          | 72 826  | 100,00 / 100,00 |       | 7 / 7       | 109 / 109 | 45      |
| Eleitorado/Participação | Eleitorado/Participação        | 144 199 | 50,50 / 100,00  | 10,43 |             |           |         |

## Resultados por Freguesia

### Câmara Municipal
| Freguesia                            | %     | %        | %     | %    | Votantes |
| Freguesia                            | PS    | PSD -CDS | CDU   | BE   | Votantes |
| ------------------------------------ | ----- | -------- | ----- | ---- | -------- |
| Baguim do Monte                      | 57,81 | 18,73    | 7,07  | 3,07 | 6 181    |
| Fânzeres e São Pedro da Cova         | 36,79 | 18,08    | 22,41 | 3,52 | 16 436   |
| Foz do Sousa e Covelo                | 45,51 | 32,11    | 5,87  | 2,39 | 4 307    |
| Gondomar (São Cosme), Valbom e Jovim | 37,85 | 28,59    | 10,72 | 4,42 | 20 823   |
| Lomba                                | 56,78 | 15,67    | 13,67 | 1,26 | 951      |
| Melres e Medas                       | 54,51 | 29,05    | 5,29  | 2,09 | 3 821    |
| Rio Tinto                            | 57,70 | 16,69    | 9,42  | 3,55 | 20 305   |
| Gondomar                             | 46,41 | 22,13    | 12,15 | 3,58 | 72 824   |

#### Baguim do Monte
| Partido                 | Partido                        | Votos  | %               | +/-   |
| ----------------------- | ------------------------------ | ------ | --------------- | ----- |
|                         | Partido Socialista             | 3 573  | 57,81 / 100,00  | 23,68 |
|                         | PSD-CDS                        | 1 158  | 18,73 / 100,00  | 1,61  |
|                         | Coligação Democrática Unitária | 437    | 7,07 / 100,00   | 3,06  |
|                         | Bloco de Esquerda              | 190    | 3,07 / 100,00   | 0,39  |
| Votos Inválidos         | Votos Inválidos                | 823    | 13,31 / 100,00  | 9,17  |
| Total                   | Total                          | 6 181  | 100,00 / 100,00 |       |
| Eleitorado/Participação | Eleitorado/Participação        | 12 084 | 51,15 / 100,00  | 9,10  |

#### Fânzeres e São Pedro da Cova
| Partido                 | Partido                        | Votos  | %               | +/-   |
| ----------------------- | ------------------------------ | ------ | --------------- | ----- |
|                         | Partido Socialista             | 6 047  | 36,79 / 100,00  | 11,74 |
|                         | Coligação Democrática Unitária | 3 683  | 22,41 / 100,00  | 12,98 |
|                         | PSD-CDS                        | 2 972  | 18,08 / 100,00  | 6,21  |
|                         | Bloco de Esquerda              | 579    | 3,52 / 100,00   | 0,88  |
| Votos Inválidos         | Votos Inválidos                | 3 155  | 19,20 / 100,00  | 15,66 |
| Total                   | Total                          | 16 436 | 100,00 / 100,00 |       |
| Eleitorado/Participação | Eleitorado/Participação        | 33 321 | 49,33 / 100,00  | 9,20  |

#### Foz do Sousa e Covelo
| Partido                 | Partido                        | Votos | %               | +/-   |
| ----------------------- | ------------------------------ | ----- | --------------- | ----- |
|                         | Partido Socialista             | 1 960 | 45,51 / 100,00  | 16,62 |
|                         | PSD-CDS                        | 1 383 | 32,11 / 100,00  | 15,31 |
|                         | Coligação Democrática Unitária | 253   | 5,87 / 100,00   | 3,48  |
|                         | Bloco de Esquerda              | 103   | 2,39 / 100,00   | 0,88  |
| Votos Inválidos         | Votos Inválidos                | 608   | 14,12 / 100,00  | 10,24 |
| Total                   | Total                          | 4 307 | 100,00 / 100,00 |       |
| Eleitorado/Participação | Eleitorado/Participação        | 6 856 | 62,82 / 100,00  | 11,24 |

#### Gondomar (São Cosme), Valbom e Jovim
| Partido                 | Partido                        | Votos  | %               | +/-   |
| ----------------------- | ------------------------------ | ------ | --------------- | ----- |
|                         | Partido Socialista             | 7 881  | 37,85 / 100,00  | 12,10 |
|                         | PSD-CDS                        | 5 954  | 28,59 / 100,00  | 13,62 |
|                         | Coligação Democrática Unitária | 2 232  | 10,72 / 100,00  | 6,06  |
|                         | Bloco de Esquerda              | 921    | 4,42 / 100,00   | 1,54  |
| Votos Inválidos         | Votos Inválidos                | 3 835  | 18,42 / 100,00  | 14,51 |
| Total                   | Total                          | 20 823 | 100,00 / 100,00 |       |
| Eleitorado/Participação | Eleitorado/Participação        | 41 563 | 50,10 / 100,00  | 12,25 |

#### Lomba
| Partido                 | Partido                        | Votos | %               | +/-   |
| ----------------------- | ------------------------------ | ----- | --------------- | ----- |
|                         | Partido Socialista             | 540   | 56,78 / 100,00  | 23,76 |
|                         | PSD-CDS                        | 149   | 15,67 / 100,00  | 9,50  |
|                         | Coligação Democrática Unitária | 130   | 13,67 / 100,00  | 12,12 |
|                         | Bloco de Esquerda              | 12    | 1,26 / 100,00   | 0,03  |
| Votos Inválidos         | Votos Inválidos                | 120   | 12,62 / 100,00  | 7,88  |
| Total                   | Total                          | 951   | 100,00 / 100,00 |       |
| Eleitorado/Participação | Eleitorado/Participação        | 1 452 | 65,50 / 100,00  | 8,86  |

#### Melres e Medas
| Partido                 | Partido                        | Votos | %               | +/-   |
| ----------------------- | ------------------------------ | ----- | --------------- | ----- |
|                         | Partido Socialista             | 2 083 | 54,51 / 100,00  | 20,23 |
|                         | PSD-CDS                        | 1 110 | 29,05 / 100,00  | 12,80 |
|                         | Coligação Democrática Unitária | 202   | 5,29 / 100,00   | 1,90  |
|                         | Bloco de Esquerda              | 80    | 2,09 / 100,00   | 0,43  |
| Votos Inválidos         | Votos Inválidos                | 346   | 9,06 / 100,00   | 5,62  |
| Total                   | Total                          | 3 821 | 100,00 / 100,00 |       |
| Eleitorado/Participação | Eleitorado/Participação        | 5 052 | 75,63 / 100,00  | 2,19  |

#### Rio Tinto
| Partido                 | Partido                        | Votos  | %               | +/-   |
| ----------------------- | ------------------------------ | ------ | --------------- | ----- |
|                         | Partido Socialista             | 11 717 | 57,70 / 100,00  | 23,35 |
|                         | PSD-CDS                        | 3 388  | 16,69 / 100,00  | 0,26  |
|                         | Coligação Democrática Unitária | 1 913  | 9,42 / 100,00   | 3,16  |
|                         | Bloco de Esquerda              | 720    | 3,55 / 100,00   | 0,43  |
| Votos Inválidos         | Votos Inválidos                | 2 567  | 12,64 / 100,00  | 8,88  |
| Total                   | Total                          | 20 305 | 100,00 / 100,00 |       |
| Eleitorado/Participação | Eleitorado/Participação        | 43 871 | 46,28 / 100,00  | 10,76 |

### Assembleia Municipal
| Freguesia                            | %     | %        | %     | %    | Votantes |
| Freguesia                            | PS    | PSD -CDS | CDU   | BE   | Votantes |
| ------------------------------------ | ----- | -------- | ----- | ---- | -------- |
| Baguim do Monte                      | 55,00 | 19,17    | 8,35  | 3,90 | 6 180    |
| Fânzeres e São Pedro da Cova         | 32,89 | 17,53    | 25,85 | 4,34 | 16 436   |
| Foz do Sousa e Covelo                | 44,65 | 30,95    | 7,17  | 2,95 | 4 307    |
| Gondomar (São Cosme), Valbom e Jovim | 34,73 | 28,92    | 11,91 | 5,66 | 20 821   |
| Lomba                                | 55,52 | 16,09    | 14,30 | 1,47 | 951      |
| Melres e Medas                       | 53,85 | 28,87    | 5,60  | 2,33 | 3 820    |
| Rio Tinto                            | 51,46 | 18,33    | 11,39 | 4,95 | 20 304   |
| Gondomar                             | 42,56 | 22,52    | 14,03 | 4,63 | 72 819   |

#### Baguim do Monte
| Partido                 | Partido                        | Votos  | %               | +/-     |
| ----------------------- | ------------------------------ | ------ | --------------- | ------- |
|                         | Partido Socialista             | 3 399  | 55,00 / 100,00  | 17,87   |
|                         | PSD-CDS                        | 1 185  | 19,17 / 100,00  | 1,16    |
|                         | Coligação Democrática Unitária | 516    | 8,35 / 100,00   | 3,25    |
|                         | Bloco de Esquerda              | 241    | 3,90 / 100,00   | Estável |
| Votos Inválidos         | Votos Inválidos                | 839    | 13,57 / 100,00  | 9,01    |
| Total                   | Total                          | 6 180  | 100,00 / 100,00 |         |
| Eleitorado/Participação | Eleitorado/Participação        | 12 084 | 51,14 / 100,00  | 9,12    |

#### Fânzeres e São Pedro da Cova
| Partido                 | Partido                        | Votos  | %               | +/-   |
| ----------------------- | ------------------------------ | ------ | --------------- | ----- |
|                         | Partido Socialista             | 5 406  | 32,89 / 100,00  | 6,51  |
|                         | Coligação Democrática Unitária | 4 248  | 25,85 / 100,00  | 13,42 |
|                         | PSD-CDS                        | 2 882  | 17,53 / 100,00  | 4,36  |
|                         | Bloco de Esquerda              | 714    | 4,34 / 100,00   | 0,49  |
| Votos Inválidos         | Votos Inválidos                | 3 186  | 19,39 / 100,00  | 15,62 |
| Total                   | Total                          | 16 436 | 100,00 / 100,00 |       |
| Eleitorado/Participação | Eleitorado/Participação        | 33 321 | 49,33 / 100,00  | 9,20  |

#### Foz do Sousa e Covelo
| Partido                 | Partido                        | Votos | %               | +/-   |
| ----------------------- | ------------------------------ | ----- | --------------- | ----- |
|                         | Partido Socialista             | 1 923 | 44,65 / 100,00  | 14,37 |
|                         | PSD-CDS                        | 1 333 | 30,95 / 100,00  | 10,29 |
|                         | Coligação Democrática Unitária | 309   | 7,17 / 100,00   | 3,73  |
|                         | Bloco de Esquerda              | 127   | 2,95 / 100,00   | 0,43  |
| Votos Inválidos         | Votos Inválidos                | 615   | 14,28 / 100,00  | 9,82  |
| Total                   | Total                          | 4 307 | 100,00 / 100,00 |       |
| Eleitorado/Participação | Eleitorado/Participação        | 6 856 | 62,82 / 100,00  | 11,24 |

#### Gondomar (São Cosme), Valbom e Jovim
| Partido                 | Partido                        | Votos  | %               | +/-   |
| ----------------------- | ------------------------------ | ------ | --------------- | ----- |
|                         | Partido Socialista             | 7 231  | 34,73 / 100,00  | 8,82  |
|                         | PSD-CDS                        | 6 022  | 28,92 / 100,00  | 11,20 |
|                         | Coligação Democrática Unitária | 2 480  | 11,91 / 100,00  | 5,98  |
|                         | Bloco de Esquerda              | 1 178  | 5,66 / 100,00   | 1,43  |
| Votos Inválidos         | Votos Inválidos                | 3 910  | 18,78 / 100,00  | 14,63 |
| Total                   | Total                          | 20 821 | 100,00 / 100,00 |       |
| Eleitorado/Participação | Eleitorado/Participação        | 41 563 | 50,10 / 100,00  | 12,24 |

#### Lomba
| Partido                 | Partido                        | Votos | %               | +/-   |
| ----------------------- | ------------------------------ | ----- | --------------- | ----- |
|                         | Partido Socialista             | 528   | 55,52 / 100,00  | 21,55 |
|                         | PSD-CDS                        | 153   | 16,09 / 100,00  | 12,01 |
|                         | Coligação Democrática Unitária | 136   | 14,30 / 100,00  | 11,54 |
|                         | Bloco de Esquerda              | 14    | 1,47 / 100,00   | 0,09  |
| Votos Inválidos         | Votos Inválidos                | 120   | 12,61 / 100,00  | 7,44  |
| Total                   | Total                          | 951   | 100,00 / 100,00 |       |
| Eleitorado/Participação | Eleitorado/Participação        | 1 452 | 65,50 / 100,00  | 8,86  |

#### Melres e Medas
| Partido                 | Partido                        | Votos | %               | +/-   |
| ----------------------- | ------------------------------ | ----- | --------------- | ----- |
|                         | Partido Socialista             | 2 057 | 53,85 / 100,00  | 18,36 |
|                         | PSD-CDS                        | 1 103 | 28,87 / 100,00  | 9,40  |
|                         | Coligação Democrática Unitária | 214   | 5,60 / 100,00   | 1,46  |
|                         | Bloco de Esquerda              | 89    | 2,33 / 100,00   | 0,05  |
| Votos Inválidos         | Votos Inválidos                | 357   | 9,34 / 100,00   | 5,80  |
| Total                   | Total                          | 3 820 | 100,00 / 100,00 |       |
| Eleitorado/Participação | Eleitorado/Participação        | 5 052 | 75,61 / 100,00  | 2,21  |

#### Rio Tinto
| Partido                 | Partido                        | Votos  | %               | +/-   |
| ----------------------- | ------------------------------ | ------ | --------------- | ----- |
|                         | Partido Socialista             | 10 449 | 51,46 / 100,00  | 15,46 |
|                         | PSD-CDS                        | 3 721  | 18,33 / 100,00  | 0,24  |
|                         | Coligação Democrática Unitária | 2 312  | 11,39 / 100,00  | 4,08  |
|                         | Bloco de Esquerda              | 1 006  | 4,95 / 100,00   | 0,36  |
| Votos Inválidos         | Votos Inválidos                | 2 816  | 13,87 / 100,00  | 9,86  |
| Total                   | Total                          | 20 304 | 100,00 / 100,00 |       |
| Eleitorado/Participação | Eleitorado/Participação        | 43 871 | 46,28 / 100,00  | 10,47 |

### Juntas de Freguesia

#### Baguim do Monte
| Partido                 | Partido                        | Votos  | %               | +/-  | Mandatos | +/-     |
| ----------------------- | ------------------------------ | ------ | --------------- | ---- | -------- | ------- |
|                         | Partido Socialista             | 3 916  | 63,37 / 100,00  | 0,54 | 10 / 13  | 1       |
|                         | PSD-CDS                        | 1 027  | 16,62 / 100,00  | 8,55 | 2 / 13   | 2       |
|                         | Coligação Democrática Unitária | 412    | 6,67 / 100,00   | 2,02 | 1 / 13   | 1       |
|                         | Bloco de Esquerda              | 172    | 2,78 / 100,00   | 0,98 | 0 / 13   | Estável |
| Votos Inválidos         | Votos Inválidos                | 653    | 10,57 / 100,00  | 6,97 |          |         |
| Total                   | Total                          | 6 180  | 100,00 / 100,00 |      | 13 / 13  |         |
| Eleitorado/Participação | Eleitorado/Participação        | 12 084 | 51,14 / 100,00  | 9,10 |          |         |

#### Fânzeres e São Pedro do Cova
| Partido                 | Partido                         | Votos  | %               | Mandatos |
| ----------------------- | ------------------------------- | ------ | --------------- | -------- |
|                         | Coligação Democrática Unitária  | 5 835  | 35,50 / 100,00  | 8 / 19   |
|                         | Partido Socialista              | 3 580  | 21,78 / 100,00  | 5 / 19   |
|                         | Vontade do Povo Fernanda Vieira | 2 372  | 14,43 / 100,00  | 3 / 19   |
|                         | PSD-CDS                         | 1 957  | 11,91 / 100,00  | 3 / 19   |
|                         | Bloco de Esquerda               | 649    | 3,95 / 100,00   | 0 / 19   |
| Votos Inválidos         | Votos Inválidos                 | 2 044  | 12,43 / 100,00  |          |
| Total                   | Total                           | 16 437 | 100,00 / 100,00 | 19 / 19  |
| Eleitorado/Participação | Eleitorado/Participação         | 33 321 | 49,33 / 100,00  |          |

#### Foz do Sousa e Covela
| Partido                 | Partido                        | Votos | %               | Mandatos |
| ----------------------- | ------------------------------ | ----- | --------------- | -------- |
|                         | Partido Socialista             | 2 108 | 48,94 / 100,00  | 8 / 13   |
|                         | PSD-CDS                        | 1 298 | 30,14 / 100,00  | 5 / 13   |
|                         | Coligação Democrática Unitária | 250   | 5,80 / 100,00   | 0 / 13   |
|                         | Bloco de Esquerda              | 126   | 2,93 / 100,00   | 0 / 13   |
| Votos Inválidos         | Votos Inválidos                | 525   | 12,19 / 100,00  |          |
| Total                   | Total                          | 4 307 | 100,00 / 100,00 | 13 / 13  |
| Eleitorado/Participação | Eleitorado/Participação        | 6 856 | 62,82 / 100,00  |          |

#### Gondomar São Cosme, Valbom e Jovim
| Partido                 | Partido                        | Votos  | %               | Mandatos |
| ----------------------- | ------------------------------ | ------ | --------------- | -------- |
|                         | Partido Socialista             | 6 786  | 32,58 / 100,00  | 9 / 21   |
|                         | PSD-CDS                        | 6 767  | 32,49 / 100,00  | 8 / 21   |
|                         | Coligação Democrática Unitária | 2 489  | 11,95 / 100,00  | 3 / 21   |
|                         | Bloco de Esquerda              | 1 050  | 5,04 / 100,00   | 1 / 21   |
| Votos Inválidos         | Votos Inválidos                | 3 734  | 17,93 / 100,00  |          |
| Total                   | Total                          | 20 826 | 100,00 / 100,00 | 21 / 21  |
| Eleitorado/Participação | Eleitorado/Participação        | 41 563 | 50,11 / 100,00  |          |

#### Lomba
| Partido                 | Partido                        | Votos | %               | +/-   | Mandatos | +/- |
| ----------------------- | ------------------------------ | ----- | --------------- | ----- | -------- | --- |
|                         | Partido Socialista             | 563   | 59,20 / 100,00  | 16,61 | 6 / 9    | 2   |
|                         | Coligação Democrática Unitária | 181   | 19,03 / 100,00  | 14,89 | 2 / 9    | 2   |
|                         | PSD-CDS                        | 135   | 14,20 / 100,00  | 35,73 | 1 / 9    | 4   |
| Votos Inválidos         | Votos Inválidos                | 72    | 7,57 / 100,00   | 4,12  |          |     |
| Total                   | Total                          | 951   | 100,00 / 100,00 |       | 9 / 9    |     |
| Eleitorado/Participação | Eleitorado/Participação        | 1 452 | 65,50 / 100,00  | 8,86  |          |     |

#### Melres e Medas
| Partido                 | Partido                        | Votos | %               | Mandatos |
| ----------------------- | ------------------------------ | ----- | --------------- | -------- |
|                         | Partido Socialista             | 2 130 | 55,76 / 100,00  | 8 / 13   |
|                         | PSD-CDS                        | 1 248 | 32,67 / 100,00  | 5 / 13   |
|                         | Coligação Democrática Unitária | 141   | 3,69 / 100,00   | 0 / 13   |
|                         | Bloco de Esquerda              | 66    | 1,73 / 100,00   | 0 / 13   |
| Votos Inválidos         | Votos Inválidos                | 235   | 6,16 / 100,00   |          |
| Total                   | Total                          | 3 820 | 100,00 / 100,00 | 13 / 13  |
| Eleitorado/Participação | Eleitorado/Participação        | 5 052 | 75,61 / 100,00  |          |

#### Rio Tinto
| Partido                 | Partido                        | Votos  | %               | +/-   | Mandatos | +/-     |
| ----------------------- | ------------------------------ | ------ | --------------- | ----- | -------- | ------- |
|                         | Partido Socialista             | 10 262 | 50,54 / 100,00  | 2,82  | 13 / 21  | Estável |
|                         | PSD-CDS                        | 3 930  | 19,35 / 100,00  | 0,93  | 5 / 21   | 1       |
|                         | Coligação Democrática Unitária | 2 291  | 11,28 / 100,00  | 4,43  | 2 / 21   | 1       |
|                         | Bloco de Esquerda              | 984    | 4,85 / 100,00   | 0,30  | 1 / 21   | Estável |
| Votos Inválidos         | Votos Inválidos                | 2 838  | 13,98 / 100,00  | 10,03 |          |         |
| Total                   | Total                          | 20 305 | 100,00 / 100,00 |       | 21 / 21  |         |
| Eleitorado/Participação | Eleitorado/Participação        | 43 871 | 46,28 / 100,00  | 10,47 |          |         |

### Juntas antes e depois das Eleições
| Freguesia                            | 2009-2013   | 2009-2013          | 2009-2013      | 2013-2017 | 2013-2017                      | 2013-2017      |
| ------------------------------------ | ----------- | ------------------ | -------------- | --------- | ------------------------------ | -------------- |
| Baguim do Monte                      |             | Partido Socialista | 62,83 / 100,00 |           | Partido Socialista             | 63,37 / 100,00 |
| Fânzeres e São Pedro da Cova         | Não Existia | Não Existia        | Não Existia    |           | Coligação Democrática Unitária | 35,50 / 100,00 |
| Foz do Sousa e Covelo                | Não Existia | Não Existia        | Não Existia    |           | Partido Socialista             | 48,94 / 100,00 |
| Gondomar (São Cosme), Valbom e Jovim | Não Existia | Não Existia        | Não Existia    |           | Partido Socialista             | 32,58 / 100,00 |
| Lomba                                |             | PSD-CDS            | 49,83 / 100,00 |           | Partido Socialista             | 59,20 / 100,00 |
| Melres e Medas                       | Não Existia | Não Existia        | Não Existia    |           | Partido Socialista             | 55,76 / 100,00 |
| Rio Tinto                            |             | Partido Socialista | 53,36 / 100,00 |           | Partido Socialista             | 50,54 / 100,00 |